# 7ª Squadriglia
La 7ª Squadriglia nasce il 12 gennaio 1916 all'Aeroporto di Aviano con aerei Caproni.

## Storia

### Prima guerra mondiale
La 7ª Squadriglia da Offesa nasce sull'Aeroporto di Aviano il 12 gennaio 1916 comandata dal Capitano Domenico Mondelli alle dipendenze del Gruppo Comando Battaglione Aviatori poi Gruppo comando supremo del Comando supremo militare italiano con altri 3 piloti, tra cui il soldato Amerigo Contini, e 3 Caproni Ca.32.
Il 18 febbraio partecipa con un Ca. al bombardamento strategico di Lubiana ed il 5 aprile il Ca. del Tenente Adriano Bacula, futuro collaudatore della SIAI-Marchetti, bombarda Postumia.
Dal 16 aprile diventa 7ª Squadriglia Caproni, quando il Gruppo comando supremo diventa IV Gruppo
Il 20 aprile il Ca. di Bacula e del Ten. di Vascello osservatore Luigi Bologna bombarda i cantieri di produzione di idrovolanti a Trieste ed il 16 maggio il Ca. di Bacula bombarda all'alba baraccamenti e la stazione di Castagnevizza del Carso e l'equipaggio con i mitraglieri Oreste Negri ed Ettore D'Arduino rivendica un biplano Fokker che plana rapidamente a terra.
Il 1º agosto un Ca. colpisce con due bombe il Silurificio Whitehead di Fiume ed il 7 settembre il comando passa al Cap. Vittorio De Muro che dispone di 4 Ca, altri 7 piloti, 2 osservatori e 4 mitraglieri.
Il 13 settembre 4 Ca sganciano 26 bombe sul Cantiere navale di Trieste ed il 14 ottobre cedono un Ca 350 hp alla 2ª Squadriglia per un 300 hp.
Il 31 ottobre 2 Ca. bombardano Duttogliano ma al ritorno un Ca. viene abbattuto dall'idrovolante Albatros A.3 dell'asso Goffredo de Banfield in collaborazione con un altro caccia dell'Hauptmann Victor Schunzel della Flik 28 atterrando in emergenza vicino a Punta Sdobba vicino a Grado (Italia).
Il 3 dicembre 2 Ca. bombardano la stazione di Duttogliano ed al rientro uno viene abbattuto dall'Hansa-Brandenburg C.I dall'asso Adolf Heyrowsky (12 vittorie) insieme ad un altro biposto effettuando un atterraggio in emergenza vicino a Cormons.
Alla fine di gennaio 1917 il reparto dispone di 3 Caproni 300 Hp, 8 piloti, 3 osservatori e 5 mitraglieri ed il 7 marzo 3 Ca. effettuano il primo bombardamento notturno su baraccamenti e depositi vicino a Rifembergo.
Il 10 aprile passa sotto l'XI Gruppo ed il 1º agosto dispone di 4 Caproni Ca.33, 8 piloti, 3 osservatori e 6 mitraglieri.
Il 3 agosto 3 Ca. bombardano di notte il Cantiere navale di Pola tornando il 3 e 4 settembre con le altre squadriglie.
Nell'ambito della Battaglia di Caporetto il 25 ottobre colpisce le retrovie austriache a Santa Lucia di Tolmino ed il comando passa all'osservatore Cap. Luigi Leoncini.
Il 31 ottobre ripiega su Marcon ed il 7 novembre all'Aeroporto di Brescia-Ghedi inquadrata nel XIV Gruppo con 4 Ca., 5 piloti, altri 4 osservatori e 4 mitraglieri.
Il 4 gennaio 1918 si sposta all'Aeroporto di Padova ed il 25 gennaio 2 Ca. bombardano Primolano.
Il 23 febbraio attaccano il campo della Comina (Friuli-Venezia Giulia) e nel mese di maggio il reparto è al comando del Cap. pilota Filippo Aliquò Mazzei che dispone di 3 Ca., altri 6 piloti, 6 osservatori e 6 mitraglieri.
Il 24 giugno 2 Ca. bombardano la stazione di Pramaggiore ed un equipaggio con il mitragliere Vittorio De Villoni rivendica l'abbattimento di un caccia.
Il 22 luglio il reparto si sposta sul Campo di aviazione di Arquà Petrarca, il 23 agosto 3 Ca. bombardano l'hangar dirigibili di Casarsa della Delizia e il 1º novembre sganciano bombe sul ponte sul Tagliamento di Latisana.
Alla fine delle ostilità il reparto dispone di 4 Ca., 11 piloti di cui 4 dell'American Expeditionary Forces, 6 osservatori di cui uno americano e 5 mitraglieri.
Durante la guerra il reparto ha svolto 121 voli di guerra e viene sciolta il 28 febbraio 1919.

### Il dopo guerra
Al 15 gennaio 1927 la 7ª Squadriglia della Regia Aeronautica è nel XLIV Gruppo Bombardieri Diurno del 14º Stormo dell'Aeroporto di Ferrara-San Luca sui Fiat B.R.1.
Il 10 maggio 1929 il 44º Gruppo va all'Aeroporto di Poggio Renatico sui Fiat B.R.2.
Nell'anno il 44° transita sui Fiat B.R.3. Il 25 novembre 1934 il reparto va a Gorizia.

### Guerra d'Etiopia
La 7ª Squadriglia in sede provvisoria all’Aeroporto di Ciampino Sud, riceve l’ordine di trasferirsi il 1º dicembre 1935 a Napoli per l'imbarco in Africa Orientale nell'ambito della Guerra d'Etiopia. Il 18 dicembre iniziano le operazioni di sbarco e trasporto all’aeroporto di Otumlo (poi Aeroporto Internazionale di Massaua). Il 23 e 26 dicembre i primi velivoli arrivano all’aeroporto di Asmara (poi Aeroporto Internazionale di Asmara). Il 29 dicembre si completa il trasferimento alle dipendenze dal XLIV Gruppo del 14º Stormo con tre Caproni Ca.133 e quattro Caproni Ca.101 D2.
Al 15 gennaio 1936 vola sui Caproni Ca.101 all'Aeroporto di Axum dove è anche nel marzo successivo inquadrata nel Gruppo tattico Ca. 101.

### Africa Orientale Italiana
A luglio 1938 aveva sede all'Aeroporto di Addis Abeba-Bole nell'ambito dell'Africa Orientale Italiana.

### Seconda guerra mondiale
Al 10 giugno 1940 è nel 44º Gruppo Bombardieri con 3 S.M.79 e 4 Savoia-Marchetti S.M.81 ad El-Adem (poi Base aerea Gamal Abd el-Nasser) ed in AOI era nel XLIV Gruppo Bombardamento Terrestre con 6 S.M.79 all'Aeroporto di Dire Dawa.